# Osmaniye
Osmaniye és una petita ciutat a la regió de Çukurova (Turquia), capital de la província d'Osmaniye.

## Història
Situada a la vora oriental de la plana de Çukurova en els contraforts de les Muntanyes de Nur, i porta entre Anatòlia i l'Orient Mitjà, Osmaniye es troba a la Ruta de la Seda, un lloc d'importància estratègica i ha estat un assentament per a diverses civilitzacions incloent-hi els hitites, perses i romans.
La primera presència islàmica en l'àrea va ser establerta pel califa abbàssida Harun ar-Raixid; tropes auxiliars del seu exèrcit foren els primers turcs que lluitaren a Anatòlia. En aquesta funció van tenir un paper determinant i després de la victòria turca sobre el romans d'Orient a Malazgird en 1071, van arribar diverses onades de conqueridors turcs. Les Muntanyes de Nur eren poblades per la tribu Ulaşlı dels turcmans.
Els Ulaşlı romangueren com a poder local durant el període de l'Imperi Otomà i estigueren implicats fins i tot en les revoltes djelali, durant un període d'incert domini otomà en el segle xvii. Finalment, el 1865 el general otomà Derviş Paşa va rebre l'encàrrec de dur la llei i l'ordre a Çukurova. Establí la seva seu als pobles de Dereobası, Fakıuşağı, Akyar i expulsà els Ulaşlı des de les muntanyes altes al poble de Hacıosmanlı. La zona, finalment, va esdevenir part de la província d'Osmaniye. La ciutat d'Osmaniye era formalment una governació de districte i entre el 1924 i el 1933 també fou la capital de la província. Tanmateix, la província va ser abolida i Osmaniye va passar a formar part de la província d'Adana, situació en la qual continuà fins al 1996

## Osmaniye avui
Avui Osmaniye és el centre d'una rica regió agrícola, ben irrigada pel sistema de rec provinent del riu Ceyhan i força coneguda pel conreu de cacauets.
La ciutat es troba només a 25 km de distància de la costa mediterrània de Dörtyol.

## Clima
Osmaniye té un clima mediterrani. Els estius hi són molt càlids i secs, mentre que els hiverns hi són frescos i humits.

## Llocs d'interès
Antigues ruïnes d'Osmaniye; Karatepe i Aslantaş.